# 12beta-idrossisteroide deidrogenasi
La 12beta-idrossisteroide deidrogenasi è un enzima appartenente alla classe delle ossidoreduttasi, che catalizza la seguente reazione:
3α,7α,12β-triidrossi-5β-colanato + NADP+ ⇄ 3α,7α-diidrossi-12-osso-5β-colanato + NADPH + H+
L'enzima agisce su diversi acidi biliari, sia nella forma coniugata che in quella libera.